# Arnoglossus muelleri
Arnoglossus muelleri är en fiskart som först beskrevs av Carl Benjamin Klunzinger 1872.  Arnoglossus muelleri ingår i släktet Arnoglossus och familjen tungevarsfiskar. Inga underarter finns listade i Catalogue of Life.